# XLVI народно събрание
Четиридесет и шестото народно събрание (XLVI НС) е обикновено народно събрание на България, сформирано според резултатите от парламентарните избори в България, проведени на 11 юли 2021 година.
Първото му заседание е проведено на 21 юли и е открито от най-възрастния депутат - Мика Зайкова от ИТН (на 79 години). На него за председател на парламента е избрана Ива Митева (Има такъв народ), а за заместник-председатели Виктория Василева (Има такъв народ), Росица Кирова (ГЕРБ – СДС), Кристиян Вигенин (БСП), Атанас Атанасов (Демократична България), Мукаддес Налбант (ДПС), Татяна Дончева (Изправи се БГ! Ние идваме!).
След като и трите проучвателни мандата за съставяне на правителство се провалят, президента Румен Радев подписва указ, чрез който разпуска XLVI НС на 16 септември 2021 г., с което се създава голям прецедент в историята на България – за трети път се разпуска парламент и се правят парламентарни избори, и за втори път в рамките на година се назначава служебно правителство.

## Проучвателни мандати

### Първи мандат
На 30 юли 2021 г. президентът връчва проучвателен мандат за съставяне на правителство на кандидата за министър-председател на първата по численост в Народното събрание парламентарна група – Пламен Николов от ИТН. Точно една седмица по-късно, на 6 август, той връща изпълнения мандат на президента и обявява пълния състав на проектокабинета:
| министерство                                     | име | име                 | партия |
| ------------------------------------------------ | --- | ------------------- | ------ |
| министър-председател                             |     | Пламен Николов      | ИТН    |
| заместник министър-председател1, външни работи   |     | Ради Найденов       | ИТН    |
| заместник министър-председател2, вътрешни работи |     | Петър Илиев         | ИТН    |
| труд и социална политика                         |     | Теодора Пенева      | ИТН    |
| финанси                                          |     | Пламен Данаилов     | ИТН    |
| регионално развитие и благоустройство            |     | Георги Георгиев     | ИТН    |
| отбрана                                          |     | Теодора Генчовска   | ИТН    |
| правосъдие                                       |     | Иво Атанасов        | ИТН    |
| образование, наука и иновации                    |     | Велислава Петрова   | ИТН    |
| здравеопазване                                   |     | Силви Кирилов       | ИТН    |
| култура                                          |     | Георги Султанов     | ИТН    |
| околна среда и води                              |     | Силвия Бакърджиева  | ИТН    |
| земеделие, храни и гори                          |     | Пламен Абровски     | ИТН    |
| транспорт и съобщения                            |     | Гроздан Караджов    | ИТН    |
| икономика                                        |     | Десислава Димитрова | ИТН    |
| енергетика                                       |     | Александър Николов  | ИТН    |
| туризъм                                          |     | Ивайло Кожухаров    | ИТН    |
| младеж и спорт                                   |     | Радостин Василев    | ИТН    |
| ромски въпроси                                   |     | Антония Валентинова | ИТН    |

- 1: – отговарящ за европейските въпроси.
- 2: – отговарящ за вътрешния ред и сигурността.

На 9 август, от „Изправи се БГ! Ние идваме!“ обявяват, че няма да подкрепят проектокабинета на „Има такъв народ“, а същото заявяват и от „Демократична България“ един ден по-късно. От БСП пък казват, че няма да дадат подкрепата си, ако не бъде оттеглена кандидатурата на Петър Илиев за министър на вътрешните работи. Вследствие на всичко това в изявление, излъчено на 10 август по 7/8 ТВ, лидерът на ИТН Слави Трифонов обявява, че проектоправителството въобще няма да бъде внасяно за гласуване.

### Втори мандат
Още преди получаването на мандата от втората по численост парламентарна група – ГЕРБ – СДС заявяват, че ще го върнат веднага щом президентът им го предаде. Връчването на мандата е насрочено за 20 август, като един час преди срещата коалицията представя проекта си за правителство на пресконференция в централата на ГЕРБ. Предложеният състав на Министерски съвет е следният:
| министерство                                     | име | име                 | партия |
| ------------------------------------------------ | --- | ------------------- | ------ |
| министър-председател                             |     | Даниел Митов        | ГЕРБ   |
| заместник министър-председател                   |     | Томислав Дончев     | ГЕРБ   |
| заместник министър-председател1, външни работи   |     | Екатерина Захариева | ГЕРБ   |
| заместник министър-председател2, вътрешни работи |     | Румен Христов       | СДС    |
| труд и социална политика                         |     | Деница Сачева       | ГЕРБ   |
| финанси                                          |     | Кирил Ананиев       | ГЕРБ   |
| регионално развитие и благоустройство            |     | Александър Иванов   | ГЕРБ   |
| отбрана                                          |     | Христо Гаджев       | ГЕРБ   |
| правосъдие                                       |     | Радомир Чолаков     | ГЕРБ   |
| образование и наука                              |     | Красимир Вълчев     | ГЕРБ   |
| здравеопазване                                   |     | Костадин Ангелов    | ГЕРБ   |
| култура                                          |     | Любен Дилов         | ДГ     |
| околна среда и води                              |     | Ивелина Василева    | ГЕРБ   |
| земеделие, храни и гори                          |     | Десислава Танева    | ГЕРБ   |
| транспорт, информационни технологии и съобщения  |     | Росен Желязков      | ГЕРБ   |
| икономика                                        |     | Жечо Станков        | ГЕРБ   |
| енергетика                                       |     | Делян Добрев        | ГЕРБ   |
| туризъм                                          |     | Деница Николова     | ГЕРБ   |
| младеж и спорт                                   |     | Красен Кралев       | ГЕРБ   |

- 1: – отговарящ за правосъдната реформа.
- 2: – отговарящ за вътрешния ред и сигурността.

## Ръководство
| Длъжност              | Народен представител | Парламентарна група       |
| --------------------- | -------------------- | ------------------------- |
| Председател           | Ива Митева           | Има такъв народ           |
| Заместник-председател | Виктория Василева    | Има такъв народ           |
| Заместник-председател | Росица Кирова        | ГЕРБ – СДС                |
| Заместник-председател | Кристиян Вигенин     | БСП за България           |
| Заместник-председател | Атанас Атанасов      | Демократична България     |
| Заместник-председател | Мукаддес Налбант     | ДПС                       |
| Заместник-председател | Татяна Дончева       | Изправи се БГ! Ние идваме |

## Депутати по парламентарни групи
| Партия                      | Получени гласове | Дял от гласовете | Мандати |
| --------------------------- | ---------------- | ---------------- | ------- |
| Има такъв народ             | 657 829          | 24,08 %          | 65      |
| ГЕРБ – СДС                  | 642 165          | 23,51 %          | 63      |
| БСП за България             | 365 695          | 13,39 %          | 36      |
| Демократична България       | 345 331          | 12,64 %          | 34      |
| Движение за права и свободи | 292 514          | 10,71 %          | 29      |
| Изправи се БГ! Ние идваме!  | 136 885          | 5,01 %           | 13      |
| Общо:                       | 2 440 419        | 89,34 %          | 240     |